# خاقانات روران
روران (در زبان چینی به معنی کرمی که می‌لولد؛ نامی که چینی‌ها بر آنها نهاده بودند) نام اتحادیه‌ای از قبایل کوچ‌نشین در مرزهای شمالی چین بود که در پایان سده چهارم میلادی تا سال ۵۵۲ قلمرویی به نام خاقانات روران برای خود ترتیب دادند.
رهبری خاقانات روران را گروهی از مغول‌های اولیه (نیا-مغول‌ها) به نام شیان‌بی در دست داشتند. بیشتر مردم شیان‌بی به جنوب مهاجرت کرده و در شمال چین حکومت‌های گوناگونی تشکیل دادند اما گروهی از آن‌ها به‌جا مانده و خاقانات روران را تشکیل دادند. به روران، ژوژان هم گفته شده اما تاریخ‌دانان نام روران را درست‌تر می‌دانند.

## زوال و فروپاشی
آخرین خاقان روران به نام آناهوآن در سال ۵۵۲ توسط بومین، اولین خاقان گوک‌ترک، از پای درآمد. پس از مرگ آناهوآن فرزند او، یان لوچن، به نزد متحدان چینی خود (سلسله چی شمالی)، فرار کرد و عموی او به نام دین‌شو تسزی خود را خاقان نامید. اما او نیز از گوک‌ترک‌ها که در این زمان رهبر آن‌ها موغان خاقان بود، شکست خوردند. دین‌شو تسزی به قلمروی متحد چینی خود، چی شمالی، فرار کرد اما به علت سبک زندگی عشایری، روران‌ها عادت به کار و زحمت نداشتند و مخل امنیت قلمروی چی شمالی شدند. به همین سبب از این منطقه نیز بیرون رانده شدند، دین‌شو تسزی در جستجوی پناهگاهی به قلمروی سلسله چینی وئی غربی رفت اما وئی غربی، متحد گوک‌ترک‌ها علیه سلسله چی شمالی بود. به همین علت دین‌شو تسزی را به گوک‌ترک‌ها تحویل داد و به دستور خاقان همه روران‌ها به غیر از کودکان قتل عام شدند.